# 欲望 (OKAMOTO'Sのアルバム)
『欲望』（よくぼう）は、OKAMOTO'Sの3枚目のオリジナルアルバム。2011年9月7日にアリオラジャパンから発売された。

## 概要
「10'S」「オカモトズに夢中」に続く初期三部作の最終作。前2作と同様にカバー曲を3曲収録している。岡本太郎財団から「2011年は岡本太郎生誕100年なので何か一緒にやってほしい」と言われ、岡本太郎記念館や作品、太陽の塔を観に行くなどしているうちに1stシングルのコンセプト「欲望」が決まったが、何かが足りない状態にあった。ある時イントロのシャウトを足した瞬間に見事にはまり、アルバム全体のテーマも「欲望」になったという。ハマ・オカモトは、「Pump It Up」の冒頭部分に実際の会話を収録したこと、つまりそのようなバカバカしいこともできるようになった。今まで「10代」が強調されており、いつまでもそのような目で見られるのもどうかということで、だったら自分たちの感覚に正直に作っていこうよ、という感じで作成したと話している。

## 収録曲

### CD
1. 欲望を叫べ!!!! [3:42]
（作詞:オカモトショウ / 作曲：OKAMOTO'S / 編曲:OKAMOTO'S）
  - 1stシングル。テレビ東京系アニメ「NARUTO -ナルト- 疾風伝」エンディングテーマ。
2. アイのテーマ [3:25]
（作詞:オカモトショウ / 作曲：OKAMOTO'S / 編曲:OKAMOTO'S）
3. Hello I Love You [3:46]
（作詞:オカモトショウ / 作曲：オカモトコウキ / 編曲:OKAMOTO'S）
4. 手紙 [4:34]
（作詞・作曲:オカモトショウ / 編曲:OKAMOTO'S）
5. Give It Away [4:43]
（作詞:Anthony Kiedis, Michael Balzary, John Frusciante, Chad Smith / 作曲：Anthony Kiedis, Michael Balzary, John Frusciante）
  - 原曲は1991年にRed Hot Chili Peppersがリリースした「Blood Sugar Sex Magik」に収録された同名曲。オリジナルの収録方法がパートごとに収録していたため、同様の収録方法をとった。逆再生のギターソロを通常再生で耳コピし、それを逆再生して入れることや、オリジナルの終盤に入っているノイズを解明したりなど、オカモトレイジ曰く「研究家みたいな作業」をやっており、YouTubeなどで「コピーしました」「弾いてみました」のようなレベルでやっている世の中の提示として収録した[4]。
6. あの娘ぼくが使ったらどんな音するんだろう [3:22]
（作詞:オカモトレイジ / 作曲：オカモトコウキ / 編曲:OKAMOTO'S）
  - 曲名は岡村靖幸を尊敬するオカモトレイジが1990年リリースの「あの娘ぼくがロングシュート決めたらどんな顔するだろう」からインスパイアされて付けた[2]。
7. ハマ・オカモトの自由時間 [3:08]
（作曲：ハマ・オカモト / 編曲:OKAMOTO'S）
  - 曲名は2010年にNorah Jonesがリリースした「...FEATURING NORAH JONES」の邦題「ノラ・ジョーンズの自由時間」からインスパイアされて付けた[2]。
8. ハーフタイムショウ [1:04]
（作曲：オカモトショウ / 編曲:OKAMOTO'S）
9. カサブランカ・ダンディ [4:01]
（作詞:阿久悠 / 作曲：大野克夫 / 編曲:OKAMOTO'S）
  - 原曲は1979年に沢田研二がリリースした同名曲。前作のアルバムから候補に入っていた曲。ハマ・オカモトは原曲が発売された当時の10年後のイメージ、所謂シティ・ロックやAORのような「都会のキザ男」を目指し、バンドとしてはThe Rolling StonesのSex Driveを意識し、「井上堯之バンドへの挑戦」として演奏した[4]。
10. Insane Man [4:34]
（作詞:オカモトショウ / 作曲：オカモトコウキ / 編曲:OKAMOTO'S）
  - 結成当初からある曲で、昔はThe Rolling Stonesの「Their Satanic Majesties Request」みたいに暗かったが、今回の録り直しで「Jumpin' Jack Flash」のようになったとオカモトレイジは話している[3]。
11. オ・マ・エ [3:49]
（作詞:オカモトショウ / 作曲：オカモトショウ, オカモトコウキ / 編曲:OKAMOTO'S）
12. Get Some Money [1:46]
（作詞:オカモトショウ / 作曲：オカモトショウ, オカモトコウキ / 編曲:OKAMOTO'S）
13. Pump It Up [3:28]
（作詞・作曲：Elvis Costello / 編曲:OKAMOTO'S）
  - 原曲は1978年にElvis Costelloがリリースした同名曲。
14. Future Eve [3:52]
（作詞:オカモトショウ / 作曲：オカモトコウキ / 編曲:OKAMOTO'S）
  - 1stシングル収録曲。テレビ東京系アニメ「NARUTO -ナルト- 少年編」オープニングテーマ。

DVD
- OKAMOTO'S MOVIE 3 ※初回盤のみ